# Vissarion Xebalín
Vissarion Iàkovlevitx Xebalín, rus: Виссарио́н Я́ковлевич Шебали́н  (Omsk, Sibèria, 11 de juny de 1902 - Moscou, Rússia, 29 de maig de 1963) fou un compositor i director d'orquestra soviètic.

## Obres
Va ser autor de gran fecunditat en tots els gèneres musicals:
- Quartet núm 1 (1924).
- Primera simfonia (1925).
- Segona simfonia (1929).
- Maig blau (1930).
- Tercera simfonia (1934).
- Tercera simfonia (1934).
- Suite, per a orquestra (1934).
- Quartet núm. 2 (1934).
- Trio, per a corda (1934).
- Lenin, simfonia coral (1934).
- Quarta simfonia (1935).
- Segona Suite, per a orquestra (1935).
- Obertura sobre un tema de Mary.
- Camarades de lluita, òpera.
- Quartet núm. 3.
- Quartet núm. 4.
- Variacions sobre una cançó popular russa (1941).
- Concert, per a violí i orquestra (1941).
- Obertura russa (1941).
- El nuvi de l'ambaixada, opereta còmica.
- Quartet núm. 5.
- L'alosa, suite de ballet.
- Quartet núm. 6 (1943).
- Moscou, cantata (1946).
- Quartet núm 7 (1947).
- Sol a l'estepa, òpera (1958.

### Música escènica
- La casa de banys, de Vladímir Maiakovski
- L'última decisió, de Vishnevski (1932).
- La dama de les camelies.
- A les ribes del Neva.
- Estimada Yarovaia, de Trenev.
- El miserable cavaller.
- Mozart i Salieri, d'Aleksandr Puixkin.
- El convidat de pedra, de Tirso de Molina.
- Maskarad, de Mikhaïl Lérmontov.
- María Stuarda, de Friedrich von Schiller.
- Hamlet, de William Shakespeare.
- La feréstega domada, de William Shakespeare.

### Música de pel·lícules
- L'apertura de Turksib (1931).
- La sabat roja (1934).
- Amics del front de combat (1940).
- Glinka (1945).
- Sadko (1953).

A tot això s'ha d'afegir certa quantitat de cançons, unes cinquanta romances, diverses sonates per a piano, i per a violí i viola; l'orquestració de La fira de Sorótxintsi, de Modest Mússorgski; acabar el segon acte de l'òpera Els cosacs del Dnieper a l'altra banda del Danubi de Gulak-Artemiovski, i la re-orquestració d'obres de Mikhaïl Glinka, entre elles una Simfonia.